# Tectoporus beshkovi
Tectoporus beshkovi är en mångfotingart som beskrevs av Sergei I. Golovatch 1996. Tectoporus beshkovi ingår i släktet Tectoporus och familjen orangeridubbelfotingar. Inga underarter finns listade i Catalogue of Life.